# مسبق الصنع

أعمال البناء في المنازل الجاهزة

مُسبق الصنع مصطلح يشير إلى ما تم صنعه مسبقاً سواء كان ذاك المصنوع بناء أو آله أو جهاز ويكون بذالك ينقصه التجميع فقط .

## مثال
- بناء جاهز تم صنع كل عنصر منة على حدة، في ورشة العمل أو في المصنع، وبعد ذلك يتم تجميعها مع عناصر أخرى، البناء المُسبق الصنع أو الجاهز، هو نوع من المباني الذي يتكون من عدة عناصر أو وحدات بُنيت في المصانع والتي يتم تجميعها في الموقع.

## وصلات داخلية
- تصنيع
- الطباعة ثلاثية الأبعاد